# Willemsplein (Arnhem)

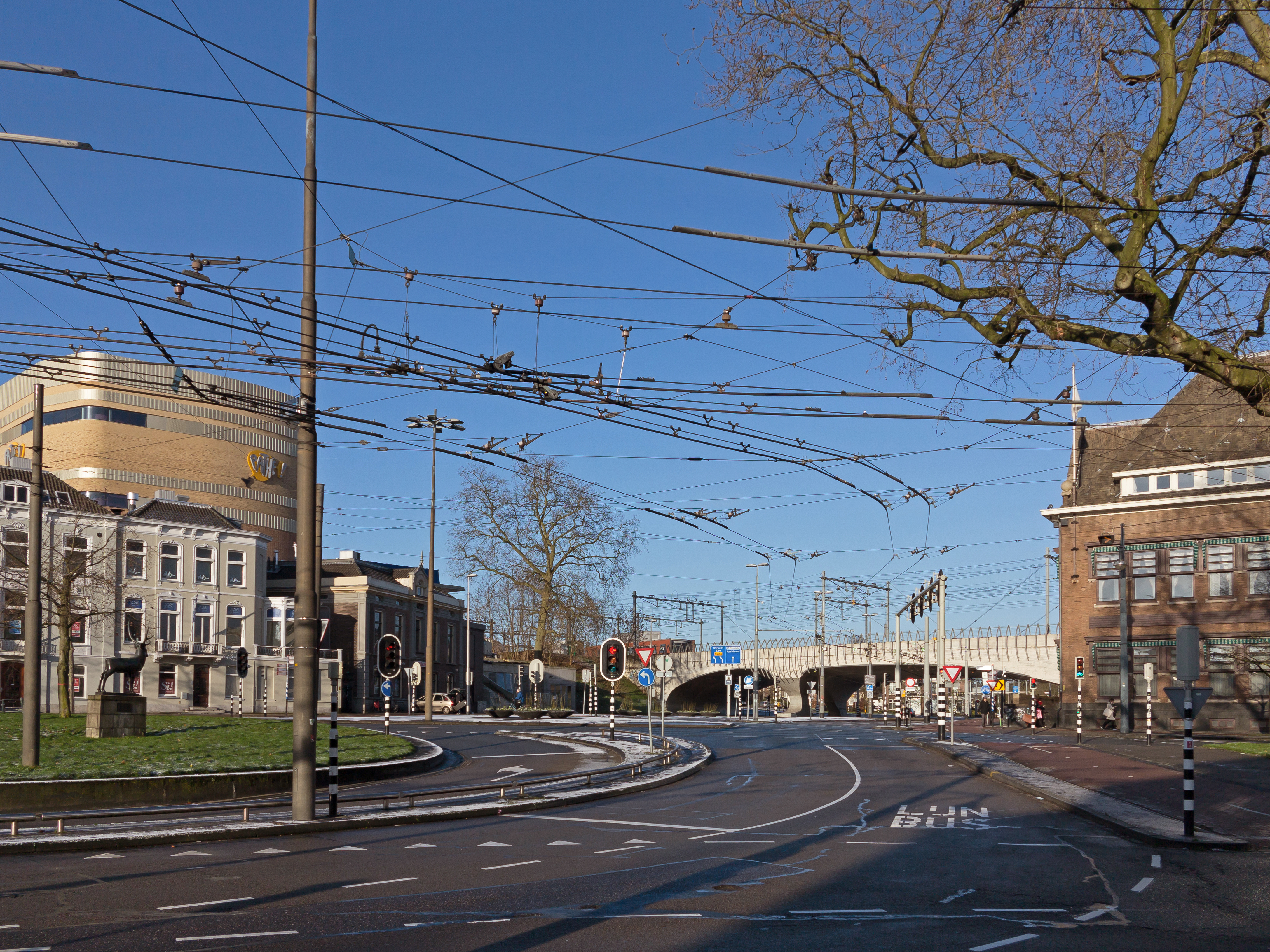
Willemsplein met spoorviaduct

Het Willemsplein in de Nederlandse stad Arnhem is een verkeersplein aan de noordzijde van het centrum. Het plein is begin 19e eeuw aangelegd aan de voorzijde van de Willemskazerne, waar voorheen vestingwerken gelegen waren. In de loop der tijd heeft het plein diverse veranderingen ondergaan, mede als gevolg van de alsmaar groeiende verkeersstromen. Het plein ligt ingeklemd tussen het Gele Rijders Plein in het oosten, het stadscentrum in het zuiden, het Nieuwe Plein in het westen en een spoorlijn in het noorden. Het plein kent diverse historische en markante gebouwen en vormt de verbinding tussen het stadscentrum en Park Sonsbeek.

## Geschiedenis

### Ontstaan

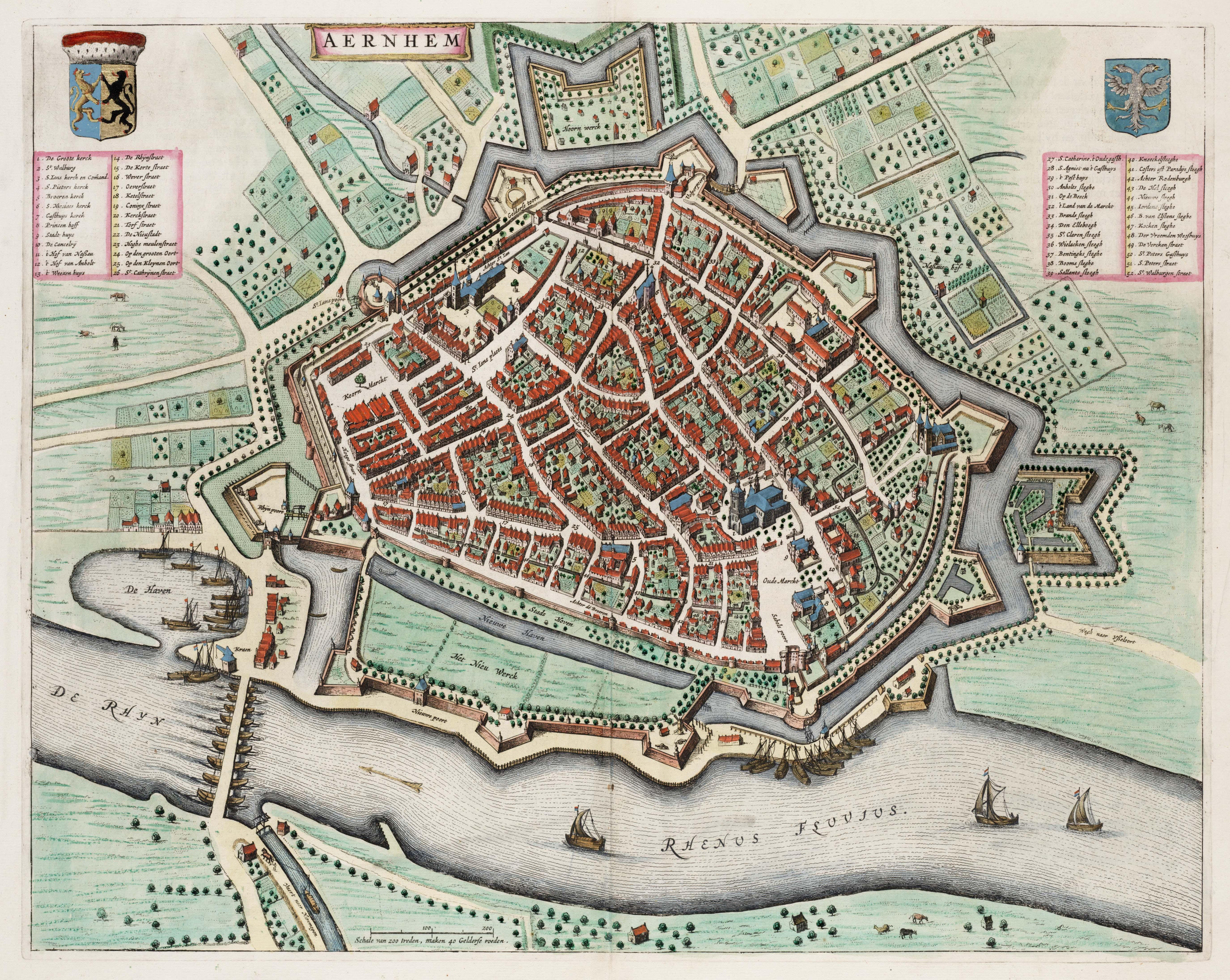
Kaart van Arnhem in de Atlas van Loon uit 1649; linksboven is de Janspoort ingetekend.

Arnhem was begin 19e eeuw een vestingstad, wat betekende dat ze was omgeven door vestingwerken zoals wallen en grachten. In Arnhem, dat toen circa 8.800 inwoners telde, leefde de wens de vervallen vestingwerken af te breken en de vrijgekomen ruimte te benutten om de stad te verfraaien met parkaanleg. Hiertoe werd in 1808 een verzoek gedaan aan koning Lodewijk Napoleon die de stad in dat jaar een bezoek bracht. De koning verleende goedkeuring, waarna door Johan David Zocher Sr. een ontwerp werd getekend. Men maakte een begin met de uitvoering van het plan, maar vanwege de hoge kosten werd enkel het deel van de vestingwerken tussen de Velperpoort en Sabelspoort afgebroken. In 1811 stopte de gehele uitvoering van het plan. Een jaar later, in 1812, kwam zelfs het verzoek om de stad wederom weerbaar te maken omdat de opmars van Pruisische troepen een bedreiging voor de Fransen vormde.
Na de Franse tijd in de Nederlanden diende het stadsbestuur opnieuw een verzoek in om de vestingwerken af te mogen breken. Op 13 januari 1817 werd daaraan door middel van een Koninklijk Besluit goedkeuring verleend. Drie dagen later werd een plan gepresenteerd door de Raadscommissie tot de fortificatiën dat het oude ontwerp van Zocher als basis had. Het plan werd vervolgens zodanig aangepast dat er in het gebied percelen verkocht konden worden om het geheel te financieren. In het kader van het plan werden enkel de stenen fortificaties gesloopt en in de gracht gegooid, de hoofdwal bleef bestaan. Er werden lanen met diverse soorten beplanting aangelegd zodat een parkachtige omgeving ontstond.
In 1825 werd een nieuw Koninklijk Besluit uitgevaardigd dat toestond om de Janspoort af te breken. Hierdoor verdween een belangrijke barrière voor de rijksstraatwegen die vanuit het noorden en westen naar de stad liepen. Door een ander Koninklijk Besluit dat in 1829 werd genomen kwamen de gronden waarop de wal gelegen was, samen met het gebied buiten de vestingwerken in handen van de gemeente Arnhem. In ruil hiervoor kwam de helft van de Beekhuizerwaard in bezit van de staat, hier zou Fort Westervoort gebouwd worden. De gemeente mocht de wallen afbreken indien dat de welvaart van de stad kon bevorderen. Hiermee werd direct begonnen en in 1831 was de Janssingel al gereed. Buiten de voormalige Janspoort kwam een terrein beschikbaar waarop de militaire kazerne gebouwd kon worden waarvoor sinds 1828 een plaats werd gezocht nabij de stad. Op het voormalig Gelders bolwerk, ook wel bastion IJskelder, kreeg dit bouwwerk zijn plaats. Hiervoor moest de Doelenpoort afgebroken worden. De kazerne werd opgedragen aan de toenmalige koning Willem I. Voor deze kazerne werd een plein aangelegd dat vanaf 1855 Willemsplein werd genoemd. Ten westen van de kazerne werd in datzelfde jaar een militaire manege geopend. Het gebied tussen de Willemskazerne en de Velperpoort werd gebruikt als renbaan.
Dit plein had andere begrenzingen dan wat in de 21e eeuw als Willemsplein bekendstaat. Het centrale punt lag waar nu het aangrenzende Gele Rijders Plein is gesitueerd. De oostgrens was waar in de 21e eeuw parkeerplaatsen zijn gelegen, ter hoogte van de Bovenbeekstraat. De westgrens lag bij de huidige Jansstraat en de noordgrens bij de Zijpsche poort. De Zijpsche poort was een tunnel onder de spoorverbinding van Arnhem naar Emmerik, die over een verhoogde spoordijk ten noorden van de stad liep. Het gebied dat ten westen van de Jansstraat lag, werd het Nieuwe Plein genoemd. Achter de Zijpsche poort waren landgoederen gelegen. Op enkele van deze buitenplaatsen zijn woonwijken verrezen, zoals de Burgemeesterswijk en St. Marten, maar onder andere Park Sonsbeek en Park Zypendaal zijn voormalige landgoederen die grotendeels zijn blijven bestaan.

### Groei

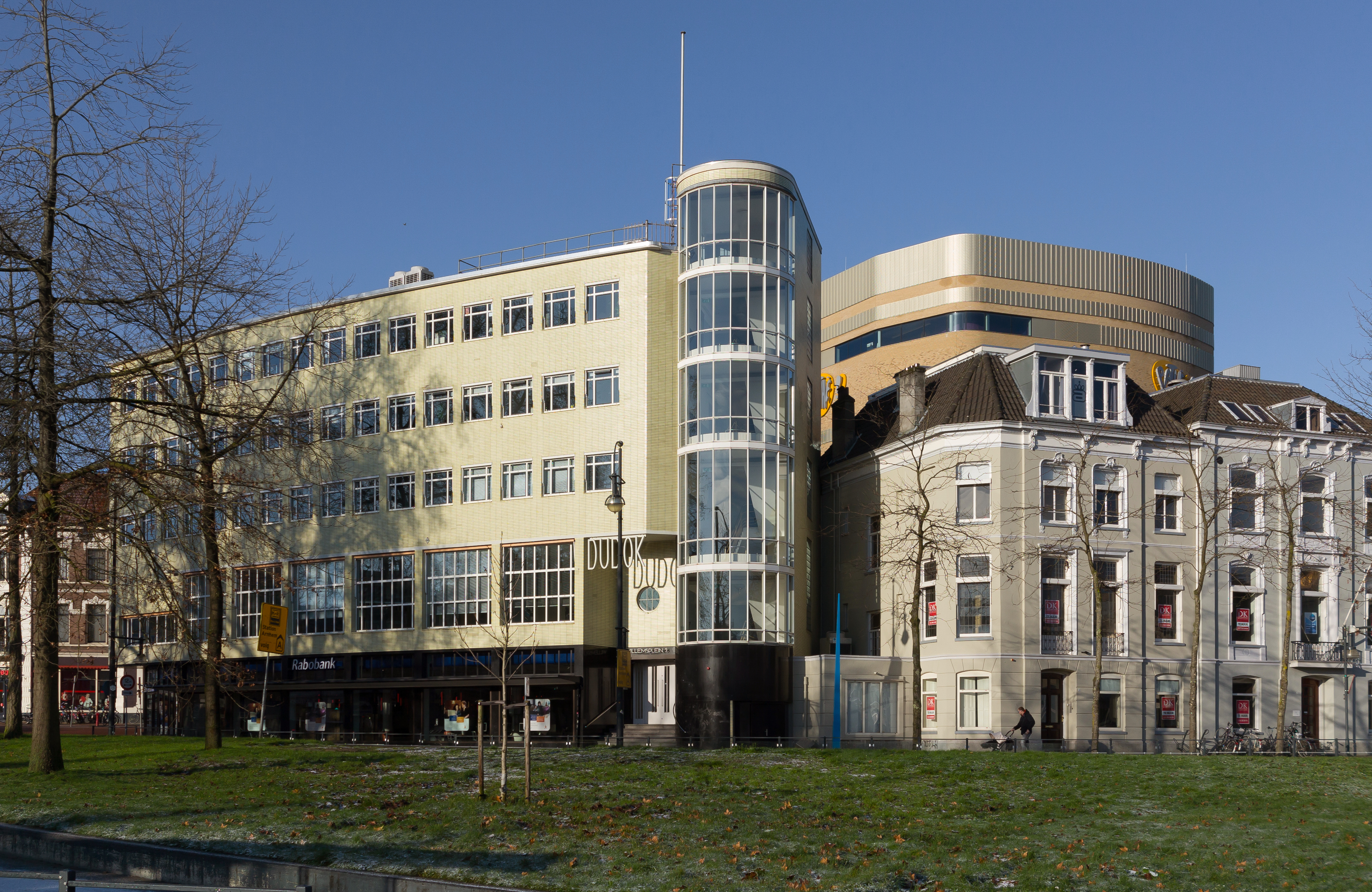
Verzekeringsgebouw van Willem Dudok.

Aan de zuidzijde van het plein stonden lange tijd krotten op restanten van de stadsmuur die bij de stadsvernieuwingen en -uitbreidingen onder leiding van gemeentearchitect Hendrik Jan Heuvelink werden ontzien. Echter, halverwege de 19e eeuw sneuvelden deze onderkomens alsnog ten behoeve van het gebouw de Kunstoefening, een tekenschool en de Fromberghuizen. Op die wijze kreeg het Willemsplein steeds meer allure. Die werd nog verder vergroot door de komst van de hogereburgerschool, wat wel tot gevolg had dat de Willemskazerne naar de achtergrond werd verdrongen. Het centrum van het plein verschoof door de veranderingen meer naar het westen, daar waar het nu nog ligt; ter hoogte van de Jansstraat.
Het gebied ten noorden van het plein werd tot aan de spoordijk volgebouwd met herenhuizen en kantoren. Dit bleef doorgaan tot het begin van de Tweede Wereldoorlog. Zo werd hier in 1918 het filmtheater Luxor geopend en in 1938 het gebouw van verzekeringsmaatschappij De Nederlanden van 1845 dat was ontworpen door Willem Dudok. De noordzijde van het plein was door middel van de Oude Stationsstraat met het centrale spoorwegstation van Arnhem verbonden.

### Verkeersplein

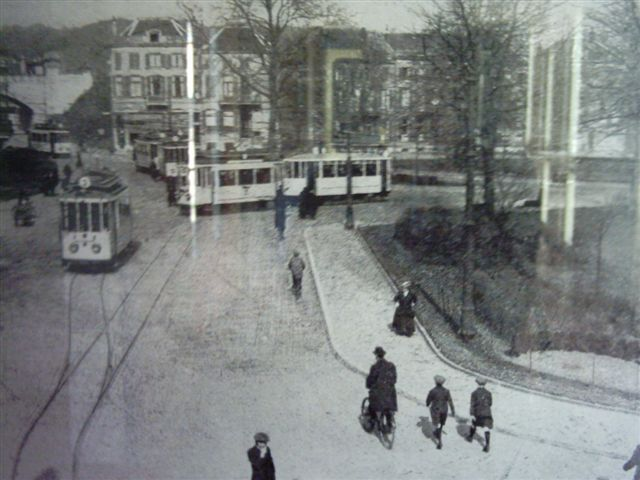
Historische foto van het Willemsplein.

Rond 1900 nam de verkeersdrukte in Arnhem snel toe en het Willemsplein kreeg hierin na zijn voltooiing een belangrijke functie. Dit kwam doordat de doorgaande routes uit het westen via de Utrechtsestraat en de Amsterdamseweg bij het Willemsplein uitkwamen. De Amsterdamseweg maakte met al het overige verkeer dat uit het noorden kwam gebruik van de Zijpsche poort. Deze doorgang werd spoedig te klein, daarom opende men in 1909 een ruim 20 meter brede poort.
Het stadsvervoer bood zijn diensten op het plein aan, de paardentram van de Arnhemsche Tramweg-Maatschappij (AhTM) had al vanaf 1880 een verbinding vanaf het plein naar Velp. In 1899 werd door het Ministerie van Waterstaat, Handel en Nijverheid een dertig jaar durende concessie aan AhTM uitgegeven voor de verbinding naar Velp, waarop de maatschappij de trambanen vanaf het Willemsplein naar Velp verdubbelde. In 1911 nam het gemeentelijk trambedrijf de diensten van de particuliere maatschappij over en exploiteerde drie, later vier geëlektrificeerde lijnen die via of vanaf het Willemsplein liepen. Het plein was tot 1944 het centrale overstappunt waar elke 10 minuten de trams uit alle richtingen elkaar ontmoetten.
De functie van verkeersplein nabij het station, de aanwezigheid van de hogere burgerschool, de kazerne en diverse horecagelegenheden maakten het Willemsplein voor de Tweede Wereldoorlog tot een levendig plein.

### Tweede Wereldoorlog

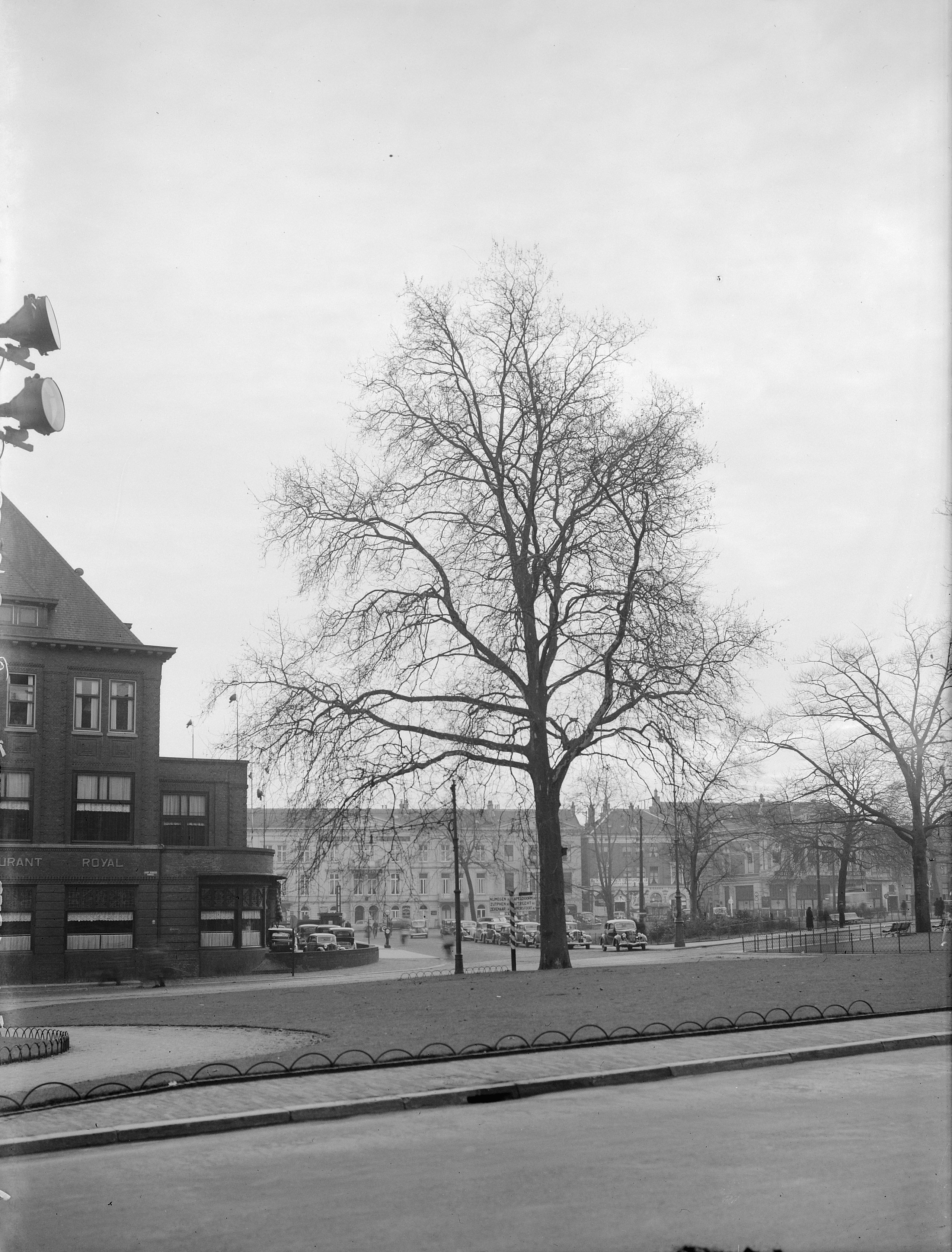
Zicht op het Willemsplein vanaf de Jansbuitensingel met links Hotel Royal en in de achtergrond de Fromberghuizen

De Willemskazerne werd in de Tweede Wereldoorlog door de Duitse SS gebruikt als opleidingscentrum voor onderofficieren. Dit had als gevolg dat bij de geallieerde bombardementen op de stad vanwege de Slag om Arnhem, de kazerne een belangrijk doelwit was. Het gebouw werd geheel verwoest, evenals veel andere bebouwing in de stad, met name rond de Rijnbrug. Toch bleven de meeste gebouwen rond het Willemsplein redelijk gespaard, op Hotel Royal na, dat eveneens geheel verwoest werd. Een van de routes die een deel van de Britse parachutisten tijdens Operatie Market Garden aflegden liep via het plein. Een subdoel bij de operatie was om de Ortskommandantur aan het aangrenzende Nieuwe Plein te bezetten. Het Willemsplein werd onderdeel van de operatie, met onder meer als gevolg dat aan de zuidzijde in Hotel Riche geschut in stelling kwam te staan.

### Wederopbouw

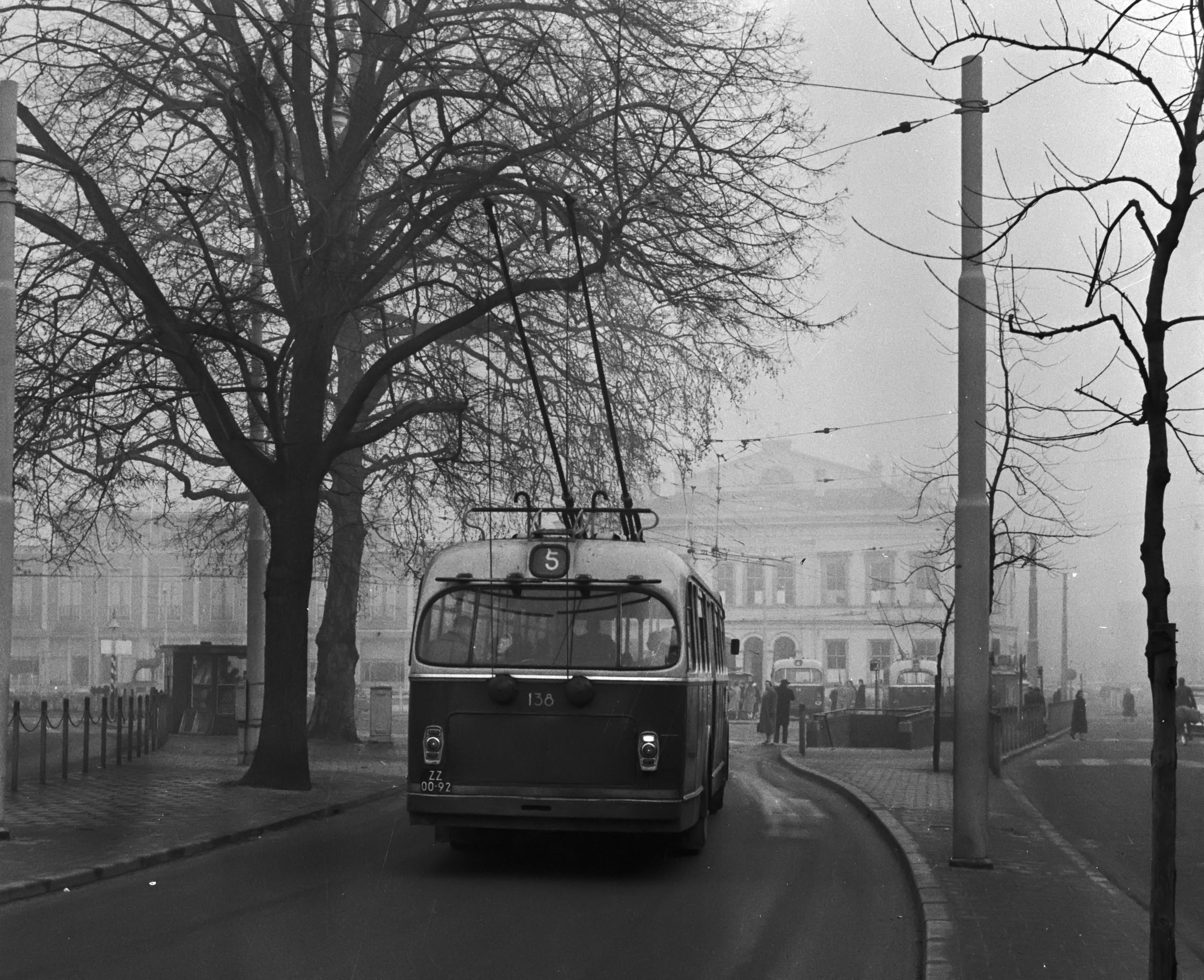
Een trolleybus in 1963 met op de achtergrond de hogereburgerschool, later Thorbeckelyceum.

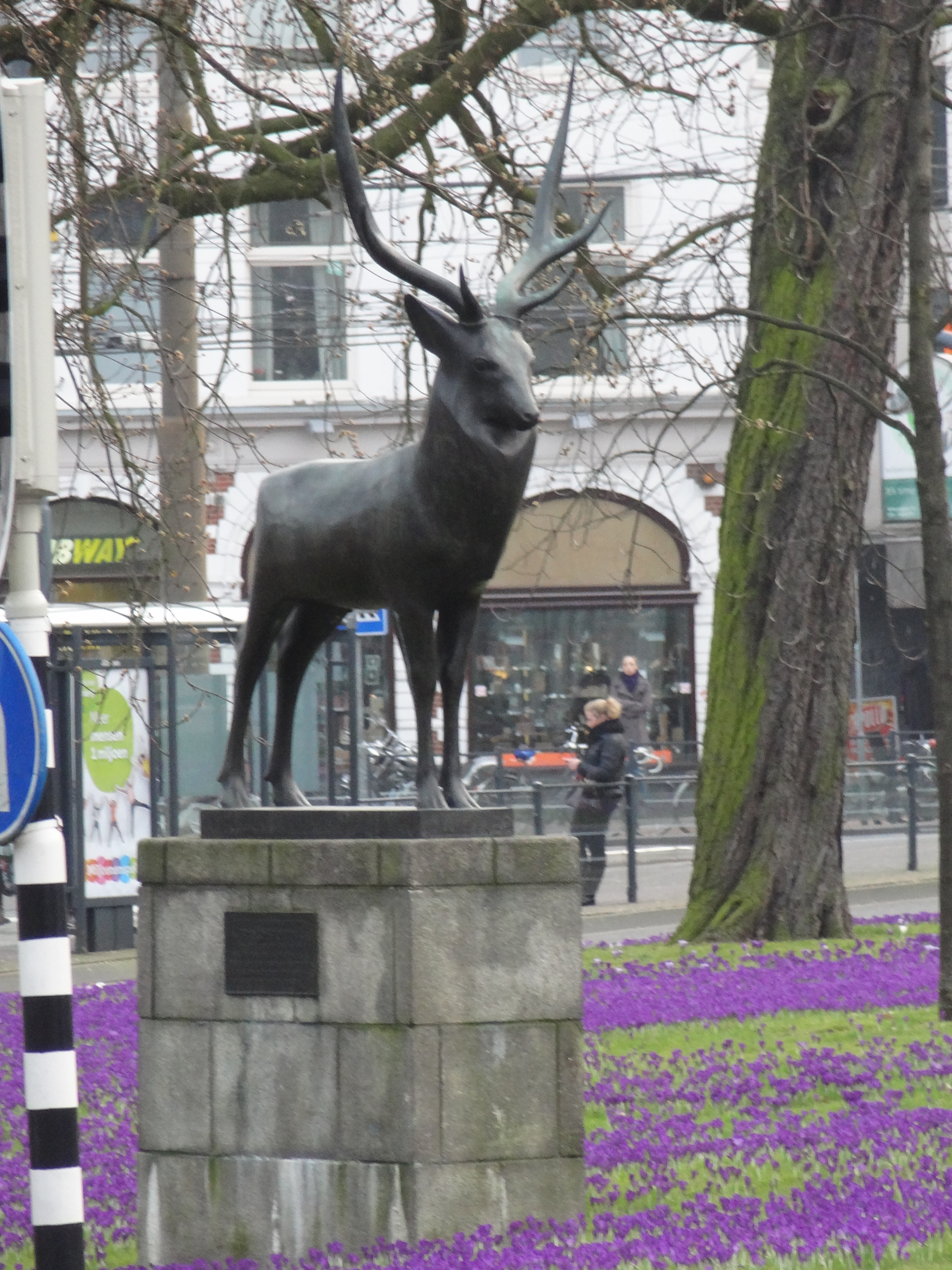
'Le Grand Cerf' van François Pompon, midden op het Willemsplein.

Na de Tweede Wereldoorlog werd het Willemsplein opnieuw ingericht. De plaats waar tot het bombardement de Willemskazerne stond werd ingericht als parkeerterrein, tussen deze vlakte en het Velperplein werd de Looierstraat aangelegd. De trambanen op het plein verdwenen, daarvoor in de plaats kwam bekabeling boven de weg voor trolleybussen. De trams waren in de oorlog grotendeels vernietigd bij een bombardement op de remise waarin ze waren opgeslagen. Dit was voor de gemeente Arnhem aanleiding om een vooroorlogs plan uit te voeren en de trams te vervangen door trolleybussen. De bushaltes kwamen centraal op het plein te liggen, het autoverkeer werd eromheen geleid. Vanwege de vele trolleybussen die het Willemsplein aan zouden gaan doen, werden voor dit plein speciale masten in Italië gebouwd. Vrijwel alle Arnhemse stadslijnen die in de jaren 50 werden opgezet, liepen via het Willemsplein. Lijn 1 werd op 5 september 1949 als eerste trolleybuslijn in gebruik genomen en liep vanaf de Oranjestraat in Lombok via het Willemsplein naar Velp.
Vanwege de oorlogsdreiging werden onder het Willemsplein schuilkelders gebouwd die circa 350 personen tegen een atoomaanval moesten beschermen. Ze waren voorzien van een voorraad vers drinkwater en hadden speciale installaties om gezuiverde lucht binnen te laten. De schuilkelders waren door twee tunnels verbonden met de omliggende wegen. Deze tunnels waren in normale tijden bedoeld als voetgangersonderdoorgang. Vanwege gevoelens van onveiligheid en misbruik als urinoir werd al snel besloten om de tunnels met een hek af te sluiten. Rond 1960 zijn bij een herindeling van het plein de tunneltoegangen zelfs geheel afgesloten met een soort putdeksel.
Het vernieuwde Willemsplein werd in 1954 geopend met een rally. De Zijpsche poort aan de noordzijde was voor de tweede keer verbreed en kreeg drie doorgangen waardoor het langzaam verkeer van het snelverkeer kon worden gescheiden. Midden op het plein werd het beeld 'Le Grand Cerf', het Hert van Pompon, onthuld. Dit beeld van François Pompon, was al in 1952 naar Arnhem gehaald ter gelegenheid van de tweede Sonsbeek triënnale voor beeldende kunst. Gedurende de tijd dat het op het Willemsplein stond is het diverse malen verplaatst.
Aan de oostzijde, tussen het parkeerterrein en de bushalte, was nu een gedeelte van het Willemsplein als apart plein ingericht; dit kreeg de naam Gele Rijders Plein, naar de militairen die ooit gelegerd waren in de Willemskazerne. Het gebouw van het Thorbecke Lyceum, de hogere burgerschool, dat als lelijk en pompeus werd ervaren, was hiervoor in 1959 gesloopt. De school verhuisde naar het Arnhemse Broek. Op het plein werd in 1961 een fontein met een naastgelegen galerij en patio onthuld. De fontein was een geschenk van de Algemene Kunstzijde Unie (AKU) ter gelegenheid van haar vijftigjarig bestaan en kreeg daarom de naam AKU-fontein. Het geheel is bedacht door ontwerper Henk Brouwer, midden in de fontein staat het beeld 'Libelle' van de kunstenaar Shinkichi Tajiri. De fontein is in 2008 aangewezen als gemeentelijk monument en in 2013 voorgedragen als rijksmonument.

### Na de wederopbouw en huidige situatie

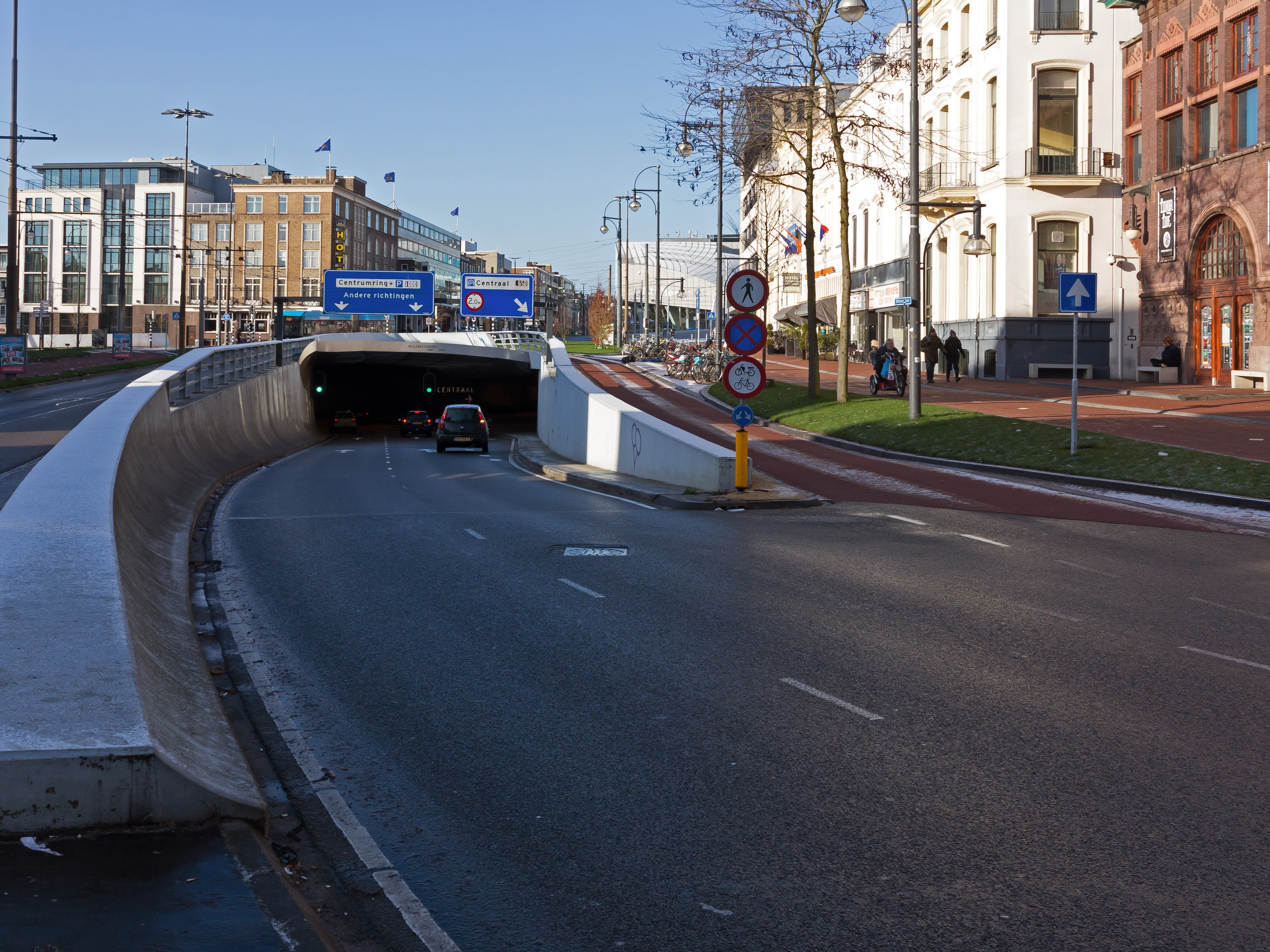
Ingang van de Willemstunnel.

Het plein is in de jaren na de oorlog nog een aantal keren aangepast. Zo zijn er in 1975 vrijliggende busbanen gekomen. Na de opening van de Roermondspleinbrug in 1977 was er een toename van autoverkeer richting Willemsplein. Dit leidde ertoe dat halverwege de jaren 90 van de 20e eeuw plannen werden gemaakt om het gehele centrumverkeer in een vaste richting door het centrum te leiden. De uitvoering van de plannen, die Arnhem Centraal werden genoemd, behelsde onder meer de aanleg van een tunnel vanaf het Willemsplein richting het Roermondsplein, onder het Nieuwe Plein door: de Willemstunnel. De verbindingen naar de Looierstraat en Bovenbeekstraat werden voor autoverkeer afgesloten, het busstation werd uitgebreid, de Zijpsche poort werd voor een vierde maal vergroot en fietspaden en trottoirs werden ruimer opgezet.
Het Willemsplein vormt zodoende een schakel tussen het stadscentrum in het zuiden en Park Sonsbeek en het treinstation van Arnhem ten noorden ervan. Op het plein is een bushalte met zes perrons gevestigd, dat geschikt is voor trolleybussen. Het middengedeelte van het plein bestaat uit een groenstrook met aan weerszijden rijbanen ingericht voor doorgaand verkeer.

## Markante gebouwen
Rond het plein zijn een aantal markante panden gebouwd die inmiddels een rijke geschiedenis hebben. Hier volgt een overzicht van gebouwen die de status rijksmonument hebben of beeldbepalend waren voor het Willemsplein.

### Zuidzijde

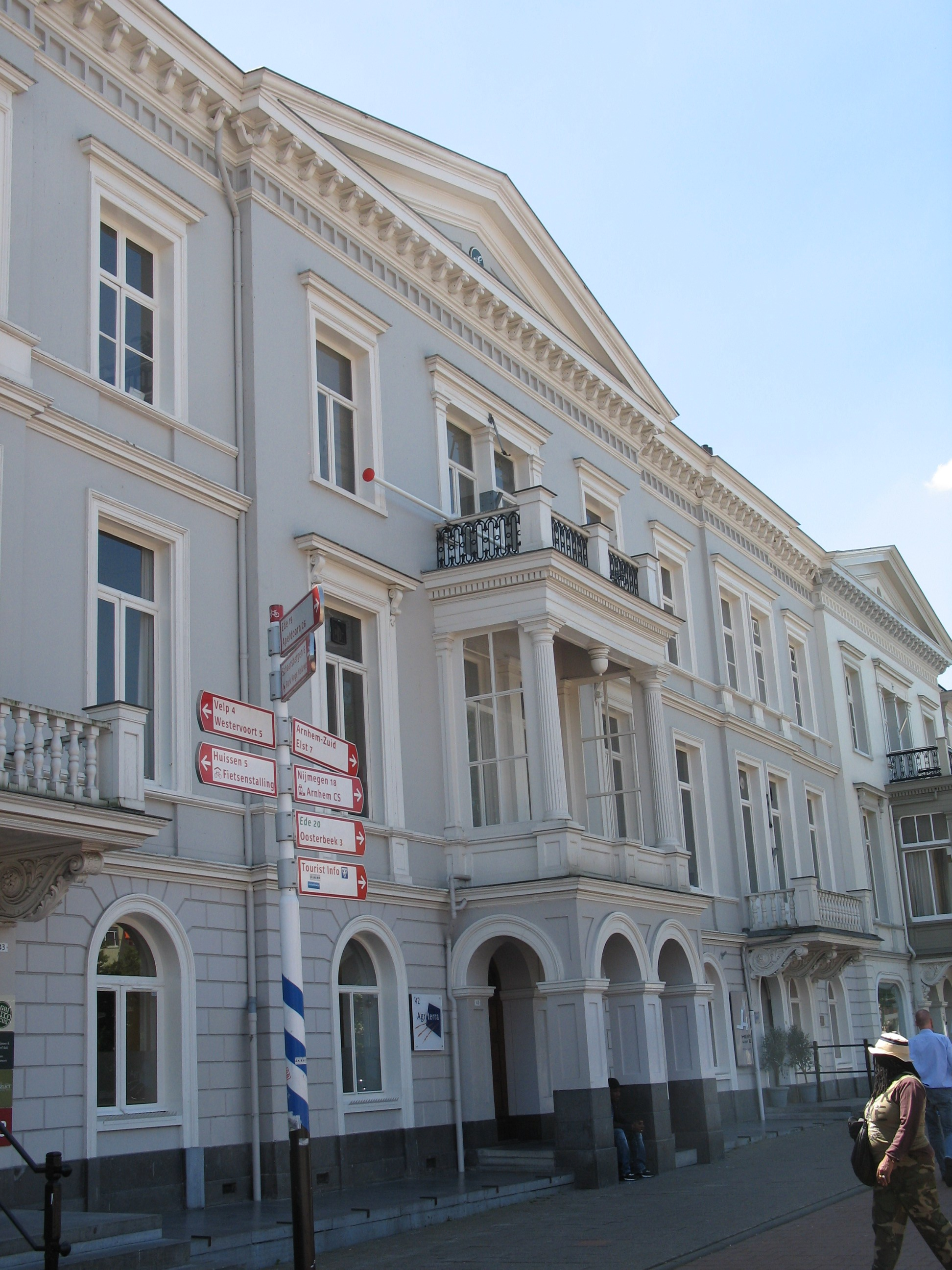
Het middelste van de vijf Fromberghuizen.

Tussen de Jansstraat en de Korenstraat is in 1879 de openbare leeszaal gebouwd van het genootschap "Prodesse Conamur". Dit gebouw is ontworpen door J.J. Weve uit Nijmegen. Kenmerkend voor het gebouw zijn de grote raamgedeelten die worden gescheiden door Ionische wandpijlers.
Op de westelijke hoek met de Jansstraat werd rond 1883 een gebouw neergezet dat vooral bekend is onder de naam Hotel Riche. Het gebouw dat in eclectische stijl is ontworpen, was oorspronkelijk een café-restaurant. De vier Korinthische zuilen aan de voorzijde zijn beeldbepalend. Het gebouw veranderde diverse keren van eigenaar, waarbij tot 2000 steeds een hotel en/of horecafunctie had. Anno 2012 zetelt er een bank in het gebouw. Op de gevel prijkt nog steeds de naam Riche.
Iets oostelijker staan de Fromberghuizen, genoemd naar de bouwheer van de huizen Hendrik Willem Fromberg. Achter een uitgestrekte symmetrisch bedoelde witte gevel bevinden zich een vijftal herenhuizen in neoclassicistische stijl. Door een verbouwing van een van de huizen voor het huisvesten van een hotel is de symmetrie aangetast.

### Oostzijde
De Willemskazerne werd rond 1837 in gebruik genomen om de Gele Rijders, een rijdende artilleriebrigade, te huisvesten. Het drie verdiepingen tellende gebouw dat door Anthony Aytinck van Falkenstein was ontworpen had een statige uitstraling en was met zijn voorgevel gericht naar het centrum. Op 17 september 1944, vlak voor de Slag om Arnhem, werd de kazerne door de geallieerde luchtmacht gebombardeerd, met de bedoeling het Duitse militaire organisatie te verzwakken. Enkel wat zijgevels bleven overeind, daarom werd na de oorlog besloten om het gebouw geheel te verwijderen. Het terrein van de kazerne werd parkeerplaats.
Een ander gebouw dat de tand des tijds niet heeft overleefd is de hogere burgerschool, die later de naam Thorbecke Lyceum kreeg. Dit gebouw drong, gezien vanaf het Willemsplein, de oudere Willemskazerne wat naar de achtergrond. In 1959 werd het afgebroken om plaats te maken voor de AKU-fontein en het Gele Rijders Plein.
Hotel Royal was eveneens aan de oostzijde van het plein gelegen. Het oorspronkelijke hotel was in 1925 gebouwd naar ontwerp van architect Willem Diehl. Het pand werd gebouwd in art-decostijl en had een kenmerkende rood-witte luifel. Tijdens de Tweede Wereldoorlog werd het zwaar beschadigd door bombardementen, daarom werd na de oorlog besloten het af te breken ten behoeve van nieuwbouw. Om de tussenliggende periode te overbruggen werd een deel van het hotel tijdelijk gevestigd bij het nabijgelegen hotel Riche. Het in 1952 geopende nieuwe hotel met bijbehorend restaurant is een gebouw dat qua stijl traditionalisme en modernisme combineert. In het ontwerp was een 44 meter breed zonnescherm opgenomen, destijds het grootste van Europa. De horecagelegenheid moest in 1969 haar deuren sluiten waarna er tot begin 2003 een bank in het gebouw gevestigd was.

### Noordzijde

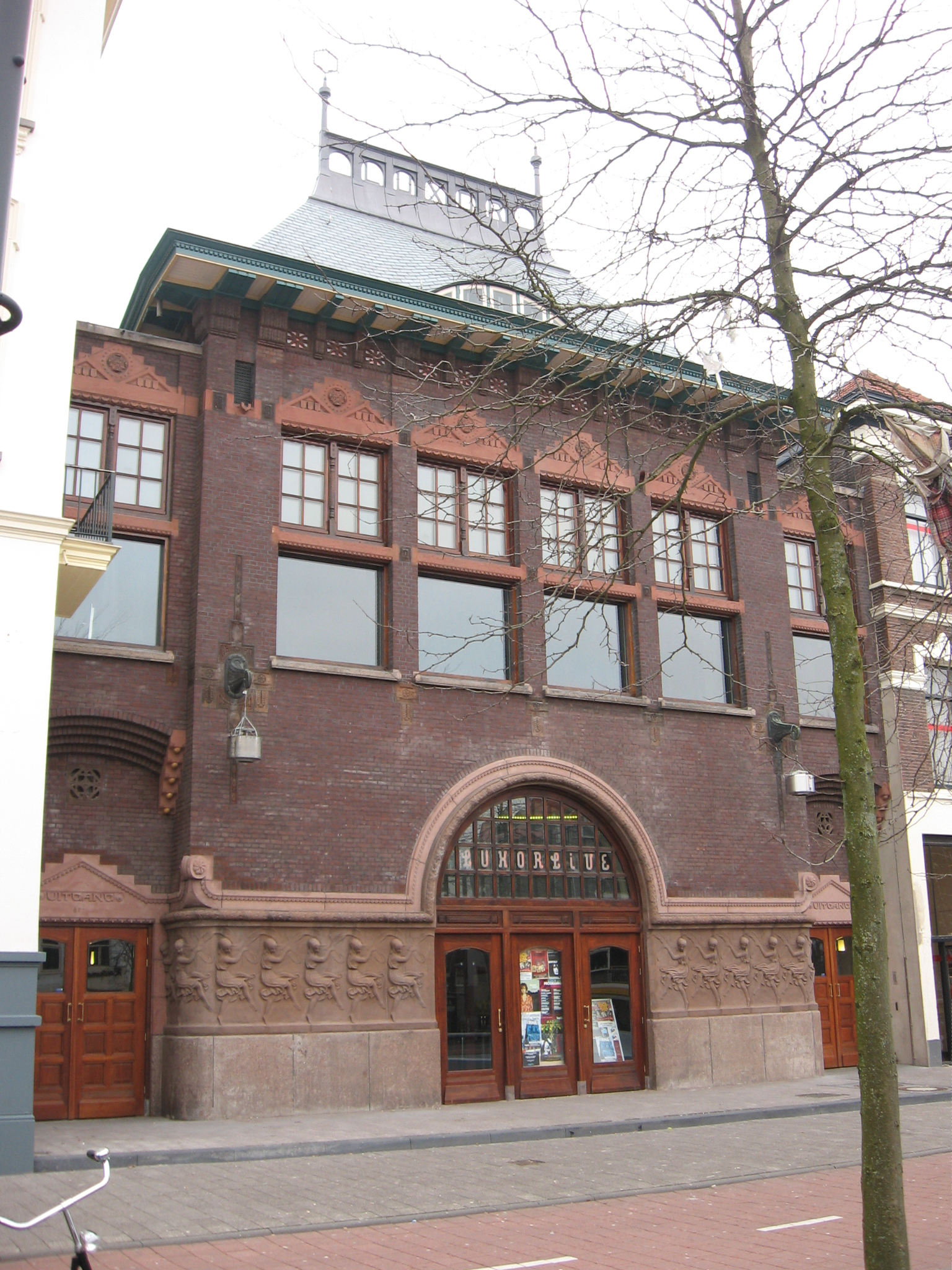
Luxortheater.

De Nederlanden van 1845, ook wel het Dudok-gebouw genoemd, is een kantoorgebouw aan de noordzijde van het Willemsplein, het werd in 1938 gebouwd naar een ontwerp van Willem Dudok in opdracht van de verzekeringsmaatschappij De Nederlanden van 1845. Hiervoor moesten twee herenhuizen wijken. Dudok heeft willen aansluiten bij de bestaande bebouwing die veelal in neoclassicistische stijl opgezet was, zoals de tegenoverliggende Fromberghuizen en de hogereburgerschool. Kenmerkend voor het gebouw is het glazen, cilindervormige trappenhuis. Vanwege enig niveauverschil van het terrein waarop het pand is geplaatst heeft Dudok de voorgevel licht gebogen gemaakt. Het grote kantoorgebouw is lang in bezit gebleven van 'De Nederlanden van 1845 en daaropvolgend de ING, die dat bedrijf had overgenomen. Eind 20e eeuw kwam het gebouw na een paar eigendomswisselingen in handen van de Rabobank.
Het Luxortheater, iets ten westen van De Nederlanden van 1845 aan de noordzijde van het plein, is een door Willem Diehl ontworpen filmtheater met in de voorgevel aangebrachte reliëfs die werden gemaakt door de beeldhouwer Simon Miedema. Aan de binnenzijde zijn wandschilderingen uitgevoerd door Jaap Gidding. In 1915 werd dit luxueuze theater geopend. Het was onder andere voorzien van airconditioning, centrale verwarming en gloeilampen die gedimd konden worden. Theater Tuschinski in Amsterdam werd wat later deels ontworpen in de stijl van het Luxortheater. Bij een verbouwing van het theater in 1955 verdwenen de reliëfs aan de gevel onder een pleisterlaag. De bioscoopactiviteiten werden in 1984 gestopt, waarna het gebouw werd omgevormd tot poppodium waar regelmatig bands optraden. Later was er een discotheek in gevestigd die na enkele incidenten gesloten werd. Na enkele jaren leegstand en een grote renovatie waarin onder andere de oude voorgevel reliëfs weer in oude staat zijn teruggebracht is het pand weer in gebruik genomen als Poppodium "Luxor Live"
Het Vestagebouw staat op de hoek van het Willemsplein met de Jansbuitensingel. Dit neoclassicistische pand, eveneens ontworpen door architect Willem Diehl, is gebouwd in opdracht van de N.V. Verzekeringsmaatschappij VESTA en in 1932 in gebruik genomen. Tijdens de Tweede Wereldoorlog was hier het kantoor van het Luftwaffe Kommando gevestigd.
Ten slotte bevindt zich aan de noordzijde op nummer 1 het jongerencentrum Willemeen dat is gevestigd in het voormalig kantoor van de Rijkstelegraafdienst.